# Зайцев Кирило Андрійович
Кирило Андрійович Зайцев (16 серпня 1987 , Волгоград ) — російський актор театру і кіно, режисер і продюсер. Лауреат премії «Золотий орел» за роль Сергія Бєлова у фільмі «Рух вгору».

## Біографія
Кирило Андрійович Зайцев народився 1987 року у Волгограді. З раннього віку він захоплювався музикою, танцями і грою в баскетбол. У 2005 році після закінчення школи Кирило Зайцев виїхав до Петербурга і вступив до Державної морської академії імені адмірала С. О. Макарова на факультет водіїв суден. Під час навчання він подорожував по Європі і навчався в США.
У 2011 році Кирило Зайцев успішно закінчив академію і поїхав до Риги.
Після конкурсу до Ризького російського театру імені Михайла Чехова Ігор Коняєв і Олена Чорна прийняли його до трупи театру. Серед його театральних робіт — такі спектаклі, як «Ліс», «Два джентльмена з Верони», «Король Лір», «Княжна Мері», де він зіграв Григорія Печоріна та ін.
У 2016 році Кирило Зайцев знявся в одній з головних ролей в найкасовішому російському фільмі «Рух вгору», зігравши легендарного радянського баскетболіста Сергія Бєлова, за книгою якого і знімався фільм. Також у 2018 році він зіграв головну роль — американця Джона Маккензі, який приїхав до Слідчого комітету Росії з обміну досвідом, — в телесеріалі «Коп».
З 2018 року співпрацює з Московським губернським театром. Грає Миколу I у постановці Сергія Безрукова «Пушкін» і Ераста Фандоріна в постановці «Пригоди Фандоріна».

## Театральні роботи

### Ризький російський театр
- 2012 — «Лісова пісня» — Водяний, Лесі Українки; режисери Ігор Коняєв і Олена Чорна
- 2012 — «Ліс» — Петро, Олександра Островського; режисер Ігор Коняєв
- 2013 — «Побачення хоча і відбулося, але…» — Максим Кузьмич Салютів, Антона Чехова; режисер Олена Чорна
- 2013 — «Комедіант Пана» — Маркіз д'Орсіньі, Михайла Булгакова; режисер Ігор Коняєв
- 2014 — «Підліток» — Сергій Петрович, Федора Достоєвського; режисер Олена Чорна
- 2014 — «Два джентльмена з Верони» — Придворний, Вільяма Шекспіра; режисер Ігор Коняєв
- 2014 — «Княжна Мері» — Печорін, Михайла Лермонтова; режисер Олена Чорна[2]
- 2014 — «Снігова королева» — Олень, Ганса Христіана Андерсена; режисер Рената Сотіріаді
- 2015 — «Сашка» — Комбат, В. Кондратьєва; режисер Ігор Коняєв
- 2015 — «Благословення любові» — Тотс, Мандрівник, театральні імпровізації за творами Райніса і Аспазія; режисер Ігор Коняєв
- 2016 — «Записки мисливця» — Пантелей Єремейович Чертопханов, Івана Тургенєва; режисер Олена Чорна
- 2017 — «Добра людина з Сезуані»; режисер Елмар Сеньків
- 2017 — «Король Лір» — Едмунд, Вільяма Шекспіра; режисер Віестур Кайріш

### Московський губернський театр
- 2018 — «Пушкін» — Микола I ; режисер Сергій Безруков
- 2019 — «Пригоди Фандоріна» — Фандорін — детектив за романом Бориса Акуніна «Левіафан»; режисер Тетяна Вдовиченко

## Фільмографія
Актор:
- 2014 — Квест
- 2016 — Хроніка Меланії — Сарма
- 2017 — Вірус — Леонід Бурзак
- 2017 — Троцький — Федір Раскольников
- 2017 — Рух вгору — Сергій Бєлов[3]
- 2018 — Коп — Джон Маккензі[4]
- 2018 — На Париж — Єлісєєв[5]
- 2018 — Гоголь. Страшна помста — Казимир Мазовецький[6]
- 2019 — Гоголь — Казимир Мазовецький
- 2019 — Годунов. Продовження — Нечай Коливанов
- 2019 — Союз порятунку — Михайло Бестужев[7]
- 2020 — Сашка. щоденник солдата
- 2020 — Ера ведмедів (серіал)
- 2020 — Срібні ковзани — князь Аркадій Трубецькой
- 2020 — Останній богатир: Корінь зла — Фініст
- 2020 — Пізнаючи колір війни (документальний)
- 2021 — Етерна — Ліонель Савіньяк
- 2021 — Художник
- 2021 — Союз порятунку. Час гніву — Михайло Бестужев[7]

Продюсер:
- 2020 — Пізнаючи колір війни (документальний)
- 2020 — Сашка. щоденник солдата

Режисер:
- 2020 — Сашка. щоденник солдата

## Нагороди та номінації
- 2019 — Лауреат премії «Золотий орел» у номінації «Найкраща чоловіча роль другого плану») — за роль радянського баскетболіста Сергія Бєлова в художньому фільмі « Рух вгору».
- 2019 — Номінант на премію «ТЕФІ» в категорії «Найкращий актор телевізійного фільму / серіалу» — за роль Джона Маккензі в телесеріалі «Коп».